# Сергій Чепік (фільм)
«Сергій Чепік» — український повнометражний документальний фільм режисера Лесі Мацко.

## Про фільм
Стрічка присвячена художнику Сергію Чепику, який наприкінці 80-х емігрував до Франції, де жив і творив до самої смерті у 2011.
Цей фільм разом з 11 іншими у 2011 став переможцем конкурсу кінопроєктів на отримання державного фінансування, що його проводило Державне агентство України з питань кіно та отримав 100-відсоткове фінансування.